# Gard (departement)
Gard (30) is een Frans departement, gelegen in de regio Occitanie. De prefectuur is Nîmes. Het departement, vernoemd naar de gelijknamige rivier, telde 751.457 inwoners in 2020.

## Geschiedenis
Het departement was een van de 83 departementen die op 4 maart 1790 tijdens de Franse Revolutie werden gecreëerd, door uitvoering van de wet van 22 december 1789, uitgaande van een deel van de provincie Languedoc. Aanvankelijk was het departement opgedeeld in acht districten, die door de administratieve hervorming van 1800 weer werden afgeschaft:
- Alès
- Beaucaire
- Nîmes
- Pont-Saint-Esprit
- Saint-Hippolyte
- Sommières
- Uzès
- Le Vigan

In de 19e eeuw kende Gard belangrijke industrieën: ontginning van zout en steenkool en textiel- en chemische industrie.
Sinds 1857 is de prefectuur gevestigd in het hôtel de préfecture in Nîmes. Het departement behoort sinds 1 januari 2016 tot de regio Occitanie. Tot 31 december 2015 maakte het deel uit van de (nu voormalige) regio Languedoc-Roussillon.

## Geografie
Gard is omgeven door de departementen Hérault, Lozère, Aveyron, Bouches-du-Rhône, Vaucluse en Ardèche. 
De grootste stad is Nîmes. Dit is tevens de hoofdstad van het departement.
Gard bestaat uit drie arrondissementen:
- Alès
- Nîmes
- Le Vigan

Gard bestaat uit 23 kantons:
- Kantons van Gard

Gard bestaat uit 351 gemeenten:
- Lijst van gemeenten in het departement Gard

Bekende plaatsen:
- Anduze
- Arpaillargues-et-Aureillac
- Le Vigan
- Navacelles
- Sommières
- Uzès
- Vézénobres

## Demografie
Op 1 januari 2022 had Gard 764.010 inwoners. De inwoners van Gard heten Gardois.

### Demografische evolutie sinds 1962
| Naam | Index 1962 | Index 1968 | Index 1975 | Index 1982 | Index 1990 | Index 1999 | Index 2008 | Index 2019 |
| --- | ---------- | ---------- | ---------- | ---------- | ---------- | ---------- | ---------- | ---------- |
| Gard | 100,0      | 110,0      | 113,7      | 121,9      | 134,5      | 143,2      | 159,6      | 172,0      |
| Frankrijk* | 100,0      | 107,1      | 113,3      | 117,0      | 121,9      | 126,0      | 133,8      | 140,1      |
| * exclusief overzeese gebieden Bron: Recensement Populaire INSEE - 1962 tot 1999 population sans doubles comptes, nadien Population Municipale |            |            |            |            |            |            |            |            |

| Naam | Inw./km² 1962 | Inw./km² 1968 | Inw./km² 1975 | Inw./km² 1982 | Inw./km² 1990 | Inw./km² 1999 | Inw./km² 2008 | Inw./km² 2019 |
| --- | ------------- | ------------- | ------------- | ------------- | ------------- | ------------- | ------------- | ------------- |
| Gard | 74,3          | 81,8          | 84,5          | 90,6          | 100,0         | 106,5         | 118,6         | 127,9         |
| Frankrijk* | 84,2          | 90,1          | 95,4          | 98,5          | 102,7         | 106,1         | 112,7         | 119,7         |
| * exclusief overzeese gebieden Bron: Recensement Populaire INSEE - 1962 tot 1999 population sans doubles comptes, nadien Population Municipale |               |               |               |               |               |               |               |               |

### De 10 grootste gemeenten in het departement
| Nr. | Gemeente               | Aantal inwoners (2022) |
| --- | ---------------------- | ---------------------- |
| 1   | Nîmes                  | 150.444                |
| 2   | Alès                   | 45.025                 |
| 3   | Bagnols-sur-Cèze       | 18.124                 |
| 4   | Beaucaire              | 15.695                 |
| 5   | Saint-Gilles           | 14.427                 |
| 6   | Villeneuve-lès-Avignon | 12.950                 |
| 7   | Vauvert                | 11.772                 |
| 8   | Pont-Saint-Esprit      | 10.759                 |
| 9   | Aigues-Mortes          | 8.707                  |
| 10  | Les Angles             | 8.694                  |

## Afbeeldingen

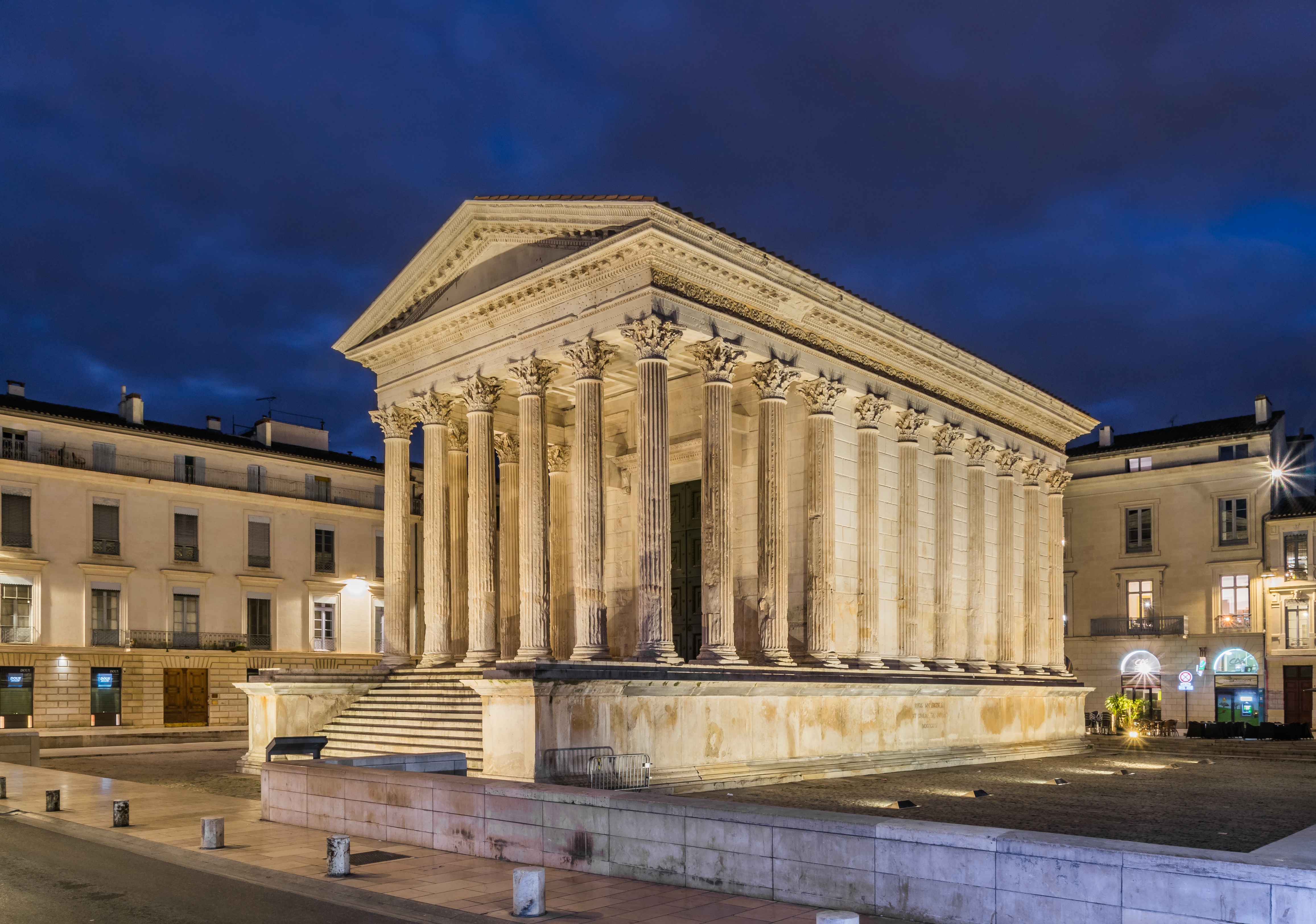
Maison Carrée, Nîmes
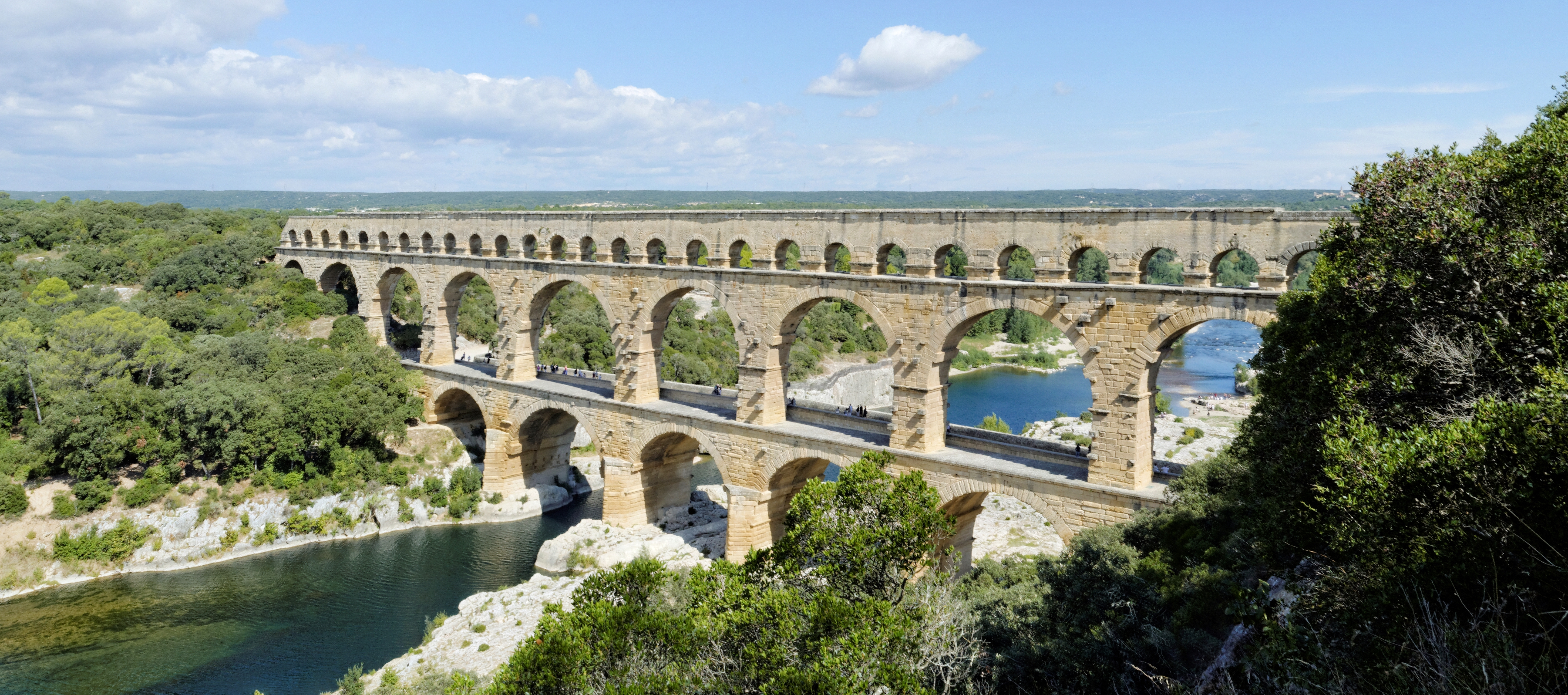
Pont du Gard
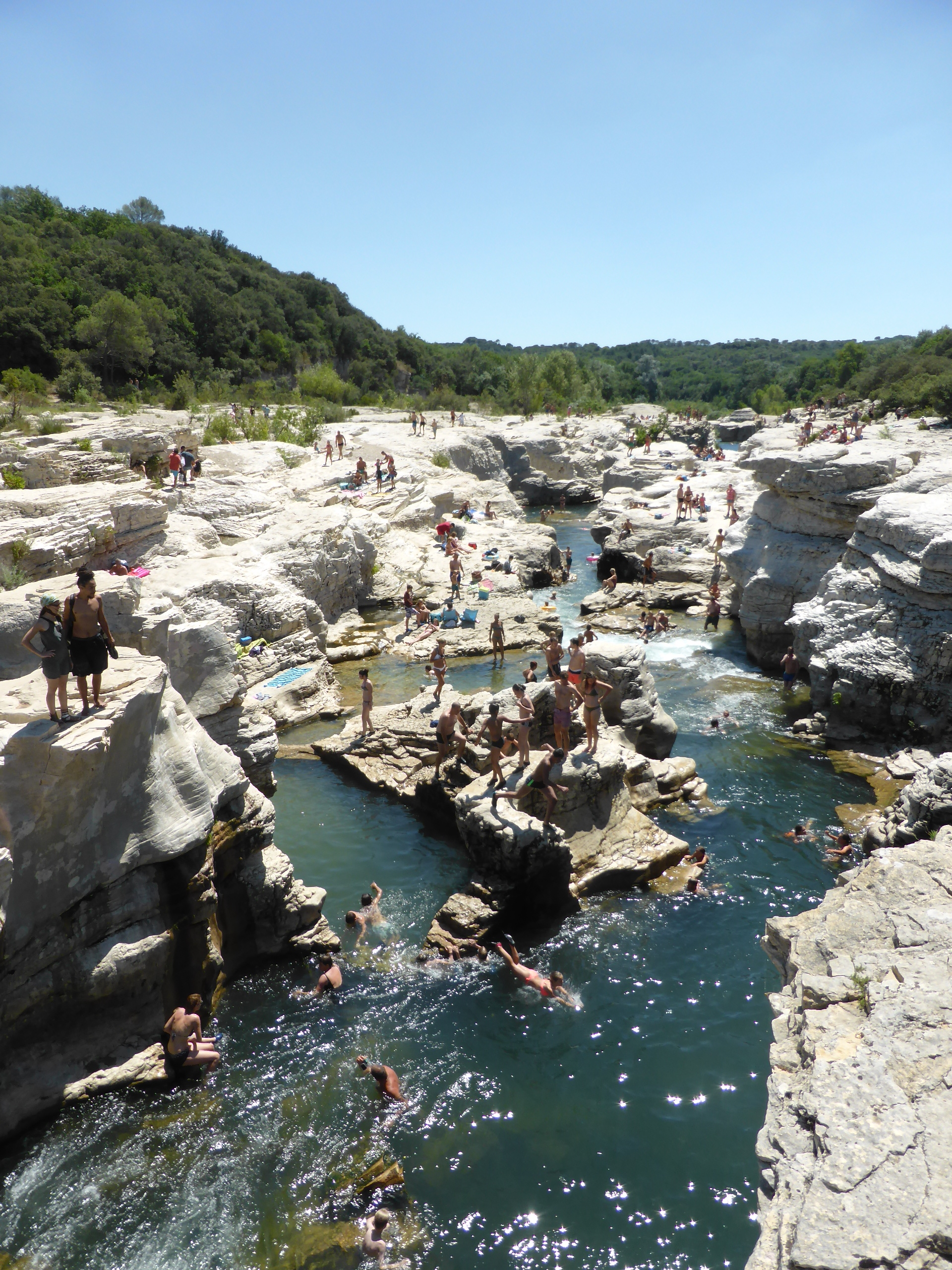
Cascades du Sautadet, La Roque-sur-Cèze
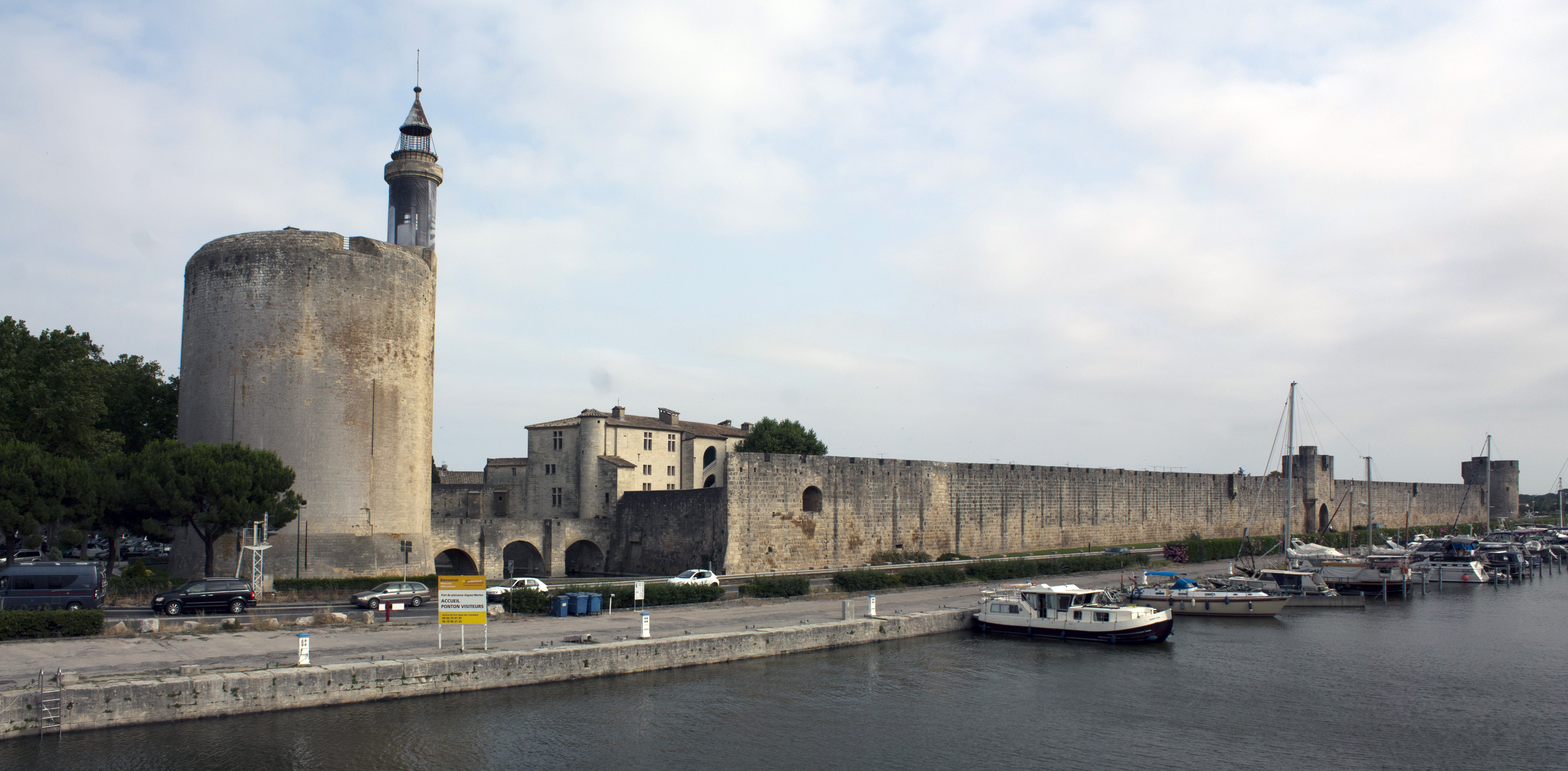
Aigues-Mortes
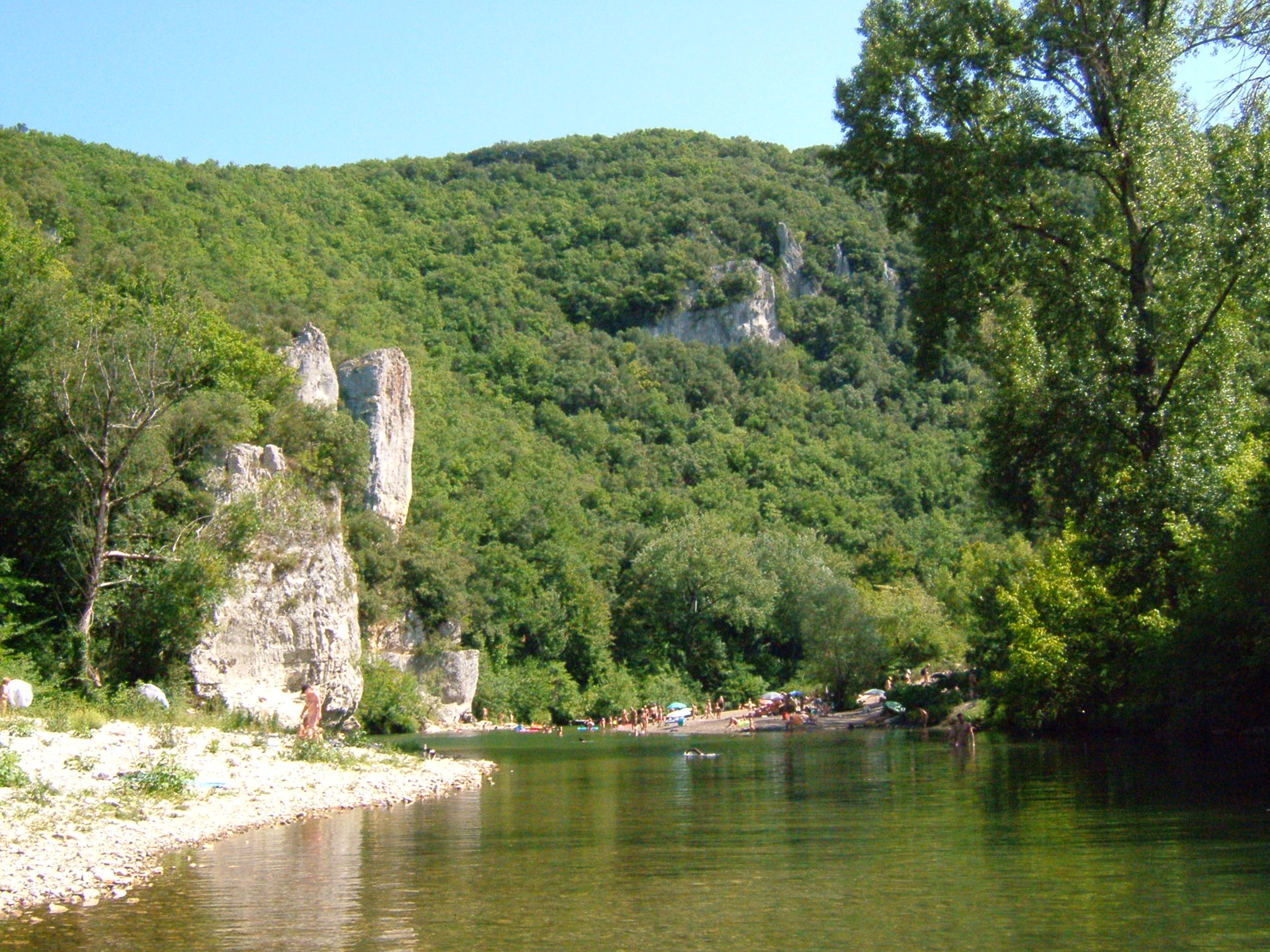
De Cèze bij Méjannes-le-Clap